# Friderun (Schiff, 1922)
Die Friderun des Norddeutschen Lloyd (NDL) in Bremen wurde ursprünglich für den Westafrikadienst der Hamburg-Bremer Afrika-Linie AG, eine Tochtergesellschaft des NDL, gebaut. Sie gehörte zu einer Serie von fünf bei der Frerichswerft in Einswarden gebauten Turbinenschiffen. Durch Eingliederung der Tochtergesellschaft war sie ab 1926 direkt im Dienst des NDL. 1932 wurde das Schiff bei der AG Weser überholt und erhielt zusätzlich eine Passagiereinrichtung für 20 Passagiere, um im Südsee-Dienst in Fernost eingesetzt zu werden.
Im Mai 1940 wurde die Friderun in Menado von niederländischen Behörden beschlagnahmt. Nach dem japanischen Angriff auf Niederländisch-Indien wurde das Schiff am 3. Februar in Tandjong Priok als Blockschiff versenkt.

## Geschichte
Ab 1922 beschaffte die Hamburg-Bremer Afrika-Linie AG (HBAL) nach drei Frachtern von 6000 tdw (Wigbert-Klasse) noch eine Serie von fünf kleineren Frachtern (Arnfried-Klasse). Die 3900-tdw-Frachter wurden von einem Turbinensatz von 1150 PSw angetrieben, den die Krupp’sche Germaniawerft lieferte. Die fünf Schiffe wurden von der Hauswerft der HBAL, J. Frerichs & Co in Einswarden, zwischen Februar 1922 und April 1923 ausgeliefert und vervollständigten den Westafrika-Dienst der Reederei.
Die Friderun wurde als mittleres Schiff der Serie am 10. September 1922, dem 15. Jahrestag der Verlegung der HBAL von Hamburg nach Bremen, ausgeliefert. Sie hatte eine Namensvorgängerin bei der HBAL mit der am 10. September 1907 in Friderun umbenannten Carl Menzell von 1552 BRT, die zu einer Serie von vier Schiffen gehörte, die die FSG 1903 an die Chinesische Küstenfahrt-Gesellschaft geliefert hatte, aus der die HBAL hervorging. Die erste Friderun war als 1912 von der HBAL verkauft worden und im Ersten Weltkrieg am 8. Februar 1917 als von den Briten erbeutete Hanna Larsen durch UC 39 versenkt worden.
Durch Eingliederung der Tochtergesellschaft war die Friderun ab 1926 direkt im Dienst des NDL und wurde mit ihren Schwesterschiffen weiter im angestammten Fahrtgebiet eingesetzt. 1929 erhielt sie in Amsterdam eine neue Maschinenlage, eine von der niederländische Werft Verschure stammende Dreifach-Expansionsdampfmaschine. 1931 wurde das Schiff nach Westindien eingesetzt. Bis August 1932 wurde das Schiff bei der AG Weser überholt und erhielt zusätzlich eine Passagiereinrichtung für 20 Passagiere, um im Südseedienst des NDL eingesetzt zu werden. Nach ihrer Überführung trat die Friderun im November 1932 ihre erste Reise von Hongkong in die Südsee an. Sie war das zweite Schiff auf dieser Route, auf der der NDL schon seit 1929 die kleine Bremerhaven (1617 BRT) einsetzte.
Die Friderun war das einzige Schiff der Klasse, das beim NDL verblieb, da dieser am 18. November 1932 insgesamt 12 Schiffe mit zusammen 58596 BRT in die Sowjetunion verkaufte, darunter auch ihre vier Schwesterschiffe. Der neue Dienst des Schiffes, zusammen mit der Bremerhaven, wurde ein Erfolg und die Passagiereinrichtungen der Schiffe für Europäer waren stets ausgebucht von Reisenden, die mit den kleinen Lloyddampfern eine zweimonatige Reise durch die Südsee machten.

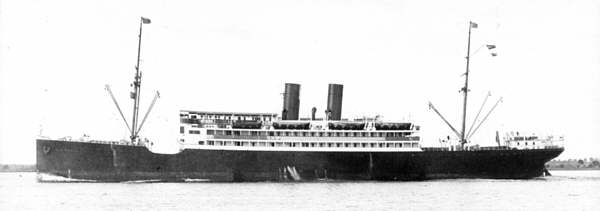
Die Rio Bravo, dann Merkur

Daher plante der NDL 1934 eine erhebliche Verstärkung seines Südsee-Dienstes durch eine neue Direktlinie Australien-Südsee-Hongkong-China, auf der er die bisher aufliegenden Motorschiffe Rio Panuco und Rio Bravo einsetzen wollte. Dies rief erheblichen Widerstand der australischen Konkurrenz hervor. Es gelang ihr zwar nicht, dem NDL das Anlaufen Neuguineas zu verbieten, aber sie dehnte das Verbot des Küstenverkehrs für ausländische Reedereien auf die australischen Völkerbundmandate aus. Dies ermöglichte der Friderun und der Bremerhaven nur noch das Anlaufen eines Hafens in Neuguinea. Auch verkaufte der NDL die beiden Passagiermotorschiffe an die australische Reederei Burns, Philp & Co. Dass der NDL die australischen Maßnahmen hinnahm, führte zu einer Enttäuschung der Verlader und zu zusätzlichen Einbußen. Der NDL glaubte die Anlaufverbote durch eine Ausflaggung der Bremerhaven ab 1936 umgehen zu können, zog sie aber 1938 nach China ab. Nur die Friderun blieb bis zum Kriegsausbruch 1939 im Südsee-Dienst.

### Ende derFriderun
Im Mai 1940 wurde die Friderun in Menado auf Celebes von den niederländischen Behörden beschlagnahmt und für eine geplante Nutzung in Moerendong umbenannt. Nach dem japanischen Angriff auf Niederländisch-Indien wurde das Schiff am 3. Februar in Tandjong Priok als Blockschiff versenkt.

## Schicksal der Schwesterschiffe
| Stapellauf in Dienst | Name         | Tonnage           | BauNr. | Schicksal |
| -------------------- | ------------ | ----------------- | ------ | --- |
| 10.1921 2.1922       | Arnfried (2) | 2332 BRT 3900 tdw | 315    | 1926 NDL, 1931 Brasiliendienst, 1932 Verkauf an die Sowjetunion: Ladoga, 1959 nicht mehr vorhanden                                                             |
| 2.1922 5.1922        | Irmgard (3)  | 2328 BRT 3900 tdw | 316    | 1926 NDL, 1930 Brasiliendienst, 1932 Verkauf an die Sowjetunion: Luga, 29. August 1941 auf der Fahrt von Riga nach Kronstadt nach einem Minentreffer gesunken. |
| 11.1922 21.12.1922   | Ivo (3)      | 2327 BRT 3900 tdw | 318    | 1926 NDL, 1930/31 Brasiliendienst, 1932 Verkauf an die Sowjetunion: Svir, 1959 nicht mehr vorhanden.                                                           |
| 2.1923 10.04.1923    | Immo (3)     | 2329 BRT 3900 tdw | 319    | 1926 NDL, 1931 Brasiliendienst, 1932 Verkauf an die Sowjetunion: Volkhov, 1959 nicht mehr vorhanden.                                                           |